# Courtavon
Courtavon est une commune française située dans la circonscription administrative du Haut-Rhin et, depuis le 1er janvier 2021, dans le territoire de la Collectivité européenne d'Alsace, en région Grand Est.
Cette commune se trouve dans la région historique et culturelle d'Alsace.
Ses habitants sont appelés les Courtavonnais et les Courtavonnaises.

## Géographie

### Localisation
Courtavon est une commune limitrophe entre la France et la Suisse dans le Sundgau. La commune est voisine d'Oberlarg à l'est, de Liebsdorf et de Pfetterhausen au nord, de Bonfol et de Vendlincourt à l'ouest et de Levoncourt au sud.
En 1888, Courtavon est situé sur la frontière linguistique alsacienne, côté francophone.
| Basse-Vendline ( Suisse),Jura | Pfetterhouse | Liebsdorf |
| Vendlincourt ( Suisse),Jura   | Courtavon    |           |
|                               | Levoncourt   | Oberlarg  |

### Hydrographie

#### Réseau hydrographique
La commune est traversée par la ligne de partage des eaux entre les bassins versants du Rhin et de la Saône au sein respectivement du bassin Rhin-Meuse et du bassin Rhône-Méditerranée-Corse. Elle est drainée par la Largue, le Corbery, le Lalrriff et le ruisseau Peute Goutte,,.
La Largue, d'une longueur de 51 km, prend sa source dans la commune de Oberlarg et se jette  dans l'Ill à Illfurth, après avoir traversé 28 communes. 

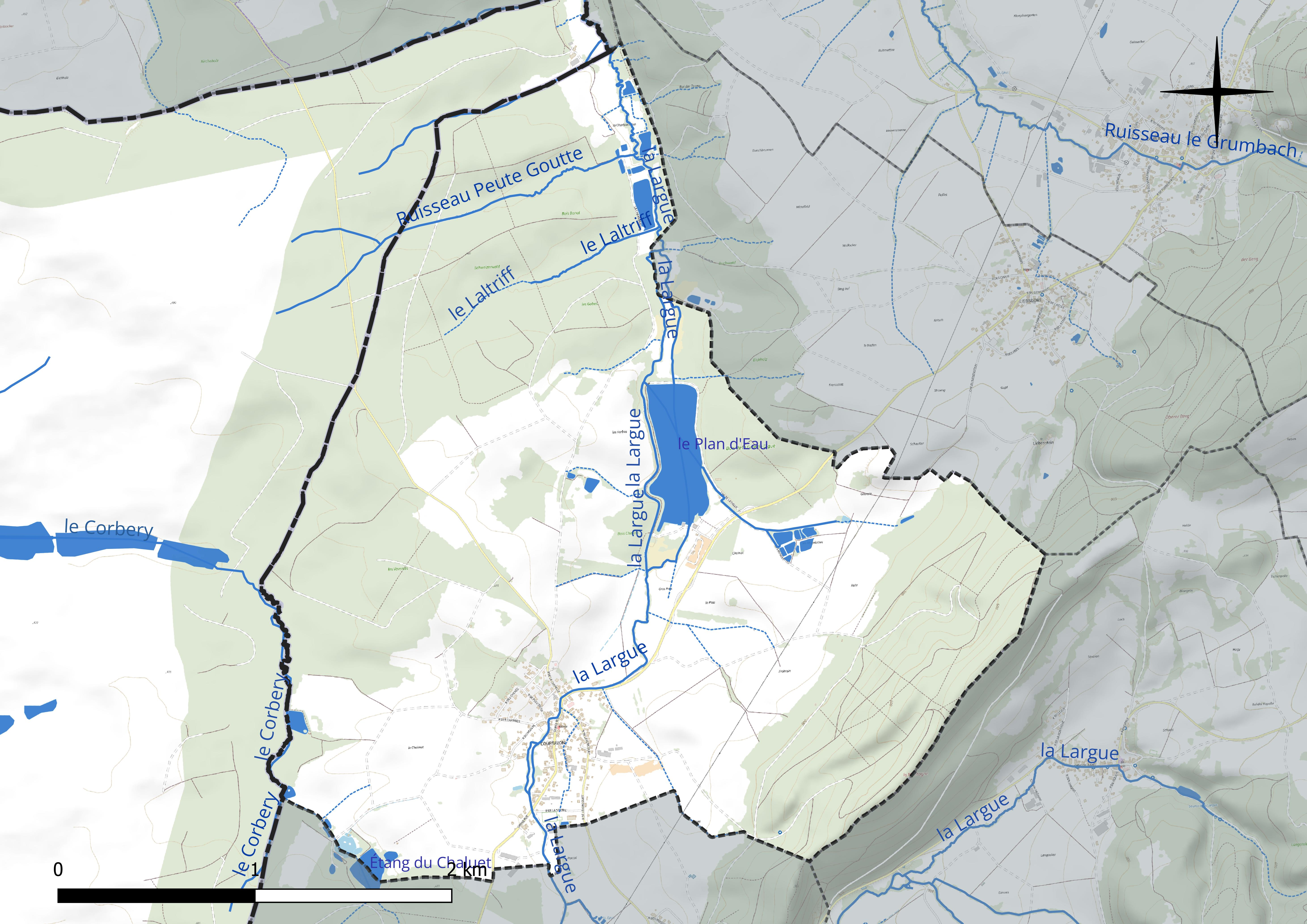
Réseau hydrographique de Courtavon.

Deux plans d'eau complètent le réseau hydrographique : le plan d'eau (16 ha) et l'étang du Chaluet, d'une superficie totale de 2,6 ha (1,2 ha sur la commune),.

#### Gestion et qualité des eaux
Le territoire communal est couvert par le schéma d'aménagement et de gestion des eaux (SAGE) « Largue ». Ce document de planification concerne le bassin versant de la Largue et une zone située à l'ouest du périmètre (la région de Montreux). Ce territoire s'étend sur 385 km2. Le périmètre a été arrêté le 4 mars 1996 et le SAGE proprement dit a été approuvé le 24 septembre 1999 puis révisé le 17 mai 2016. La structure porteuse de l'élaboration et de la mise en œuvre est le Syndicat mixte pour l'aménagement et la renaturation du bassin versant de la Largue et du secteur de Montreux, qui a évolué en Epage le 1er janvier 2018, sous le nom de Epage Largue. 
La qualité des cours d’eau peut être consultée sur un site dédié géré par les agences de l’eau et l’Agence française pour la biodiversité. 

### Climat
Pour des articles plus généraux, voir Climat du Grand Est et Climat du Haut-Rhin.
En 2010, le climat de la commune est de type climat de montagne, selon une étude du Centre national de la recherche scientifique s'appuyant sur une série de données couvrant la période 1971-2000. En 2020, Météo-France publie une typologie des climats de la France métropolitaine dans laquelle la commune est exposée à un climat de montagne ou de marges de montagne et est dans la région climatique  Vosges, caractérisée par une pluviométrie très élevée (1 500 à 2 000 mm/an) en toutes saisons et un hiver rude (moins de 1 °C). 
Pour la période 1971-2000, la température annuelle moyenne est de 9,3 °C, avec une amplitude thermique annuelle de 17,3 °C. Le cumul annuel moyen de précipitations est de 1 026 mm, avec 10,5 jours de précipitations en janvier et 10,1 jours en juillet. Pour la période 1991-2020, la température moyenne annuelle observée sur la station météorologique de Météo-France la plus proche, « Lucelle_sapc », sur la commune de Lucelle à 6 km à vol d'oiseau, est de 9,4 °C et le cumul annuel moyen de précipitations est de 1 091,0 mm. 
La température maximale relevée sur cette station est de 36 °C, atteinte le 20 juillet 2003 ; la température minimale est de −19 °C, atteinte le 20 décembre 2009,,. 
Les paramètres climatiques de la commune ont été estimés pour le milieu du siècle (2041-2070) selon différents scénarios d'émission de gaz à effet de serre à partir des nouvelles projections climatiques de référence DRIAS-2020. Ils sont consultables sur un site dédié publié par Météo-France en novembre 2022.

## Urbanisme

### Typologie
Au 1er janvier 2024, Courtavon est catégorisée commune rurale à habitat dispersé, selon la nouvelle grille communale de densité à sept niveaux définie par l'Insee en 2022.
Elle est située hors unité urbaine et hors attraction des villes,.

### Occupation des sols
L'occupation des sols de la commune, telle qu'elle ressort de la base de données européenne d’occupation biophysique des sols Corine Land Cover (CLC), est marquée par l'importance des territoires agricoles (48,7 % en 2018), en diminution par rapport à 1990 (50,4 %). La répartition détaillée en 2018 est la suivante : 
forêts (47,2 %), zones agricoles hétérogènes (32,6 %), terres arables (16,1 %), zones urbanisées (4,1 %). L'évolution de l’occupation des sols de la commune et de ses infrastructures peut être observée sur les différentes représentations cartographiques du territoire : la carte de Cassini (XVIIIe siècle), la carte d'état-major (1820-1866) et les cartes ou photos aériennes de l'IGN pour la période actuelle (1950 à aujourd'hui).

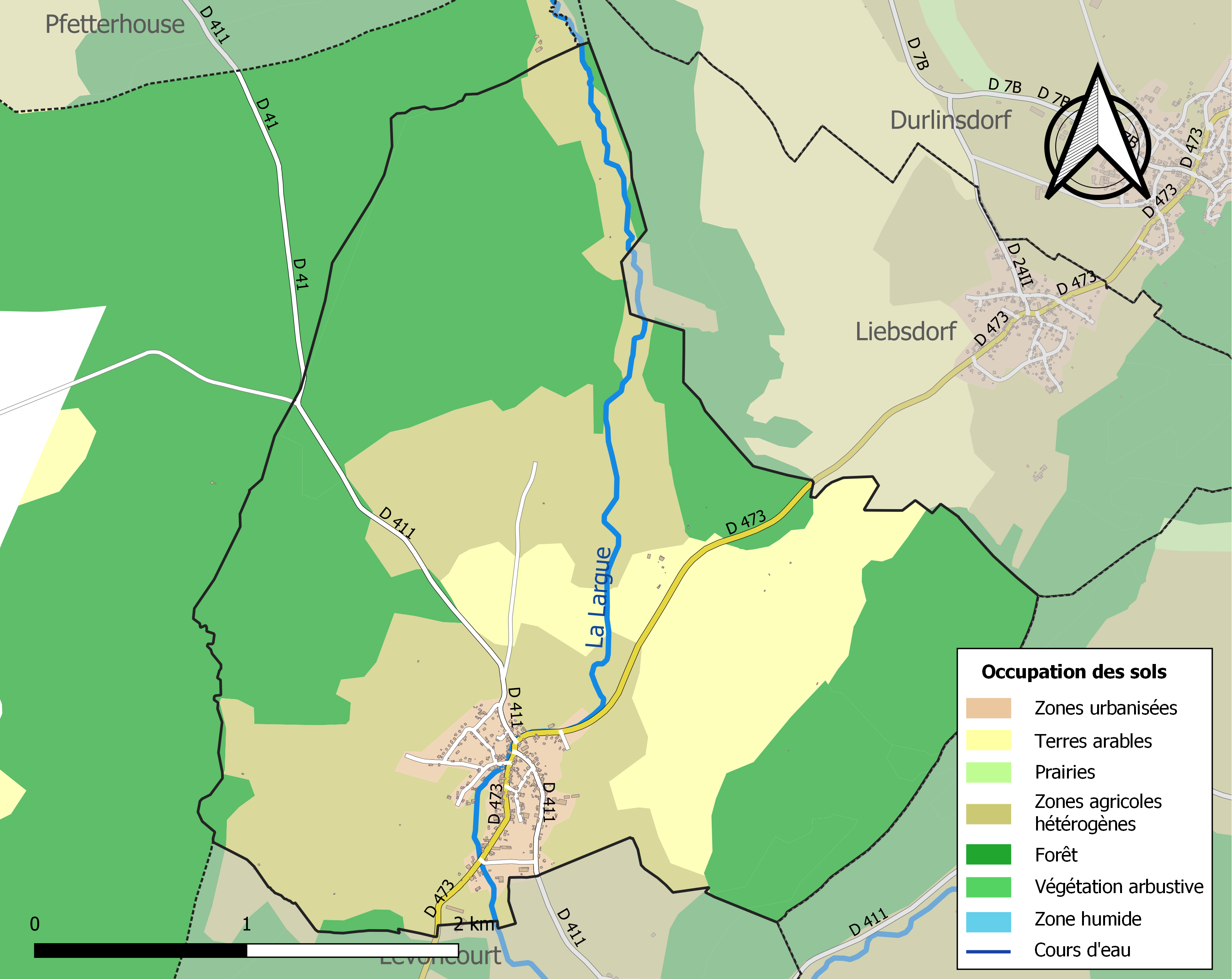
Carte des infrastructures et de l'occupation des sols de la commune en 2018 (CLC).

## Toponymie
- Du latin Cortem (actuels -court) + nom de personne germanique Hado(n)[21].
- Cortamund en 1179, Corchaton en 1286, Ottendorf en 1345[22], Coutchavon au XIXe siècle, Courtavon en 1793, Ottendorf (période 1871-1918).
- En allemand : Odendorf[22], en alsacien : Ottederf, en patois ajoulot : Cotchavon.

## Histoire
Une motte féodale, peut-être du XIIIe siècle, est repérée par M. Salch, à mettre en rapport avec une famille noble, les Cherbou de Courtavon.
Une Wasserburg est mentionnée dans plusieurs aveux de fiefs à la fin du XVe siècle. Après avoir appartenu aux Morimont, elle passe aux Vignacourt. Elle a souffert des destructions de la part des suédois en 1633

## Politique et administration

### Découpage territorial
La commune de Courtavon est membre de la communauté de communes Sundgau, un établissement public de coopération intercommunale (EPCI) à fiscalité propre créé le 15 juin 2016 dont le siège est à Altkirch. Ce dernier est par ailleurs membre d'autres groupements intercommunaux.
Sur le plan administratif, elle est rattachée à l'arrondissement d'Altkirch, à la circonscription administrative de l'État du Haut-Rhin, en tant que circonscription administrative de l'État, et à la région Grand Est. 
Sur le plan électoral, elle dépendait jusqu'en 2020 du  canton d'Altkirch pour l'élection des conseillers départementaux au sein du conseil départemental du Haut-Rhin. Depuis le 1er janvier 2021, elle dépend du même canton pour l'élection des conseillers d'Alsace au sein de la collectivité européenne d'Alsace.

### Chronologie des maires
| Période                                  | Période  | Identité       | Étiquette | Qualité |
| ---------------------------------------- | -------- | -------------- | --------- | ------- |
| mai 2020                                 | En cours | François Walch |           |         |
| Les données manquantes sont à compléter. |          |                |           |         |

## Population et société

### Démographie
L'évolution du nombre d'habitants est connue à travers les recensements de la population effectués dans la commune depuis 1793. Pour les communes de moins de 10 000 habitants, une enquête de recensement portant sur toute la population est réalisée tous les cinq ans, les populations de référence des années intermédiaires étant quant à elles estimées par interpolation ou extrapolation. Pour la commune, le premier recensement exhaustif entrant dans le cadre du nouveau dispositif a été réalisé en 2004.

En 2022, la commune comptait 341 habitants, en évolution de −9,07 % par rapport à 2016 (Haut-Rhin : +0,66 %, France hors Mayotte : +2,11 %).
| 1793 | 1800 | 1806 | 1821 | 1831 | 1836 | 1841 | 1846 | 1851 |
| ---- | ---- | ---- | ---- | ---- | ---- | ---- | ---- | ---- |
| 433  | 480  | 497  | 487  | 570  | 613  | 617  | 595  | 600  |

| 1856 | 1861 | 1866 | 1871 | 1875 | 1880 | 1885 | 1890 | 1895 |
| ---- | ---- | ---- | ---- | ---- | ---- | ---- | ---- | ---- |
| 523  | 543  | 580  | 556  | 561  | 541  | 489  | 473  | 460  |

| 1900 | 1905 | 1910 | 1921 | 1926 | 1931 | 1936 | 1946 | 1954 |
| ---- | ---- | ---- | ---- | ---- | ---- | ---- | ---- | ---- |
| 461  | 523  | 490  | 415  | 405  | 351  | 344  | 343  | 303  |

| 1962 | 1968 | 1975 | 1982 | 1990 | 1999 | 2004 | 2006 | 2009 |
| ---- | ---- | ---- | ---- | ---- | ---- | ---- | ---- | ---- |
| 304  | 301  | 292  | 274  | 290  | 326  | 357  | 359  | 333  |

| 2014 | 2019 | 2022 | - | - | - | - | - | - |
| ---- | ---- | ---- | - | - | - | - | - | - |
| 364  | 354  | 341  | - | - | - | - | - | - |

## Culture locale et patrimoine

### Lieux et monuments
|  |

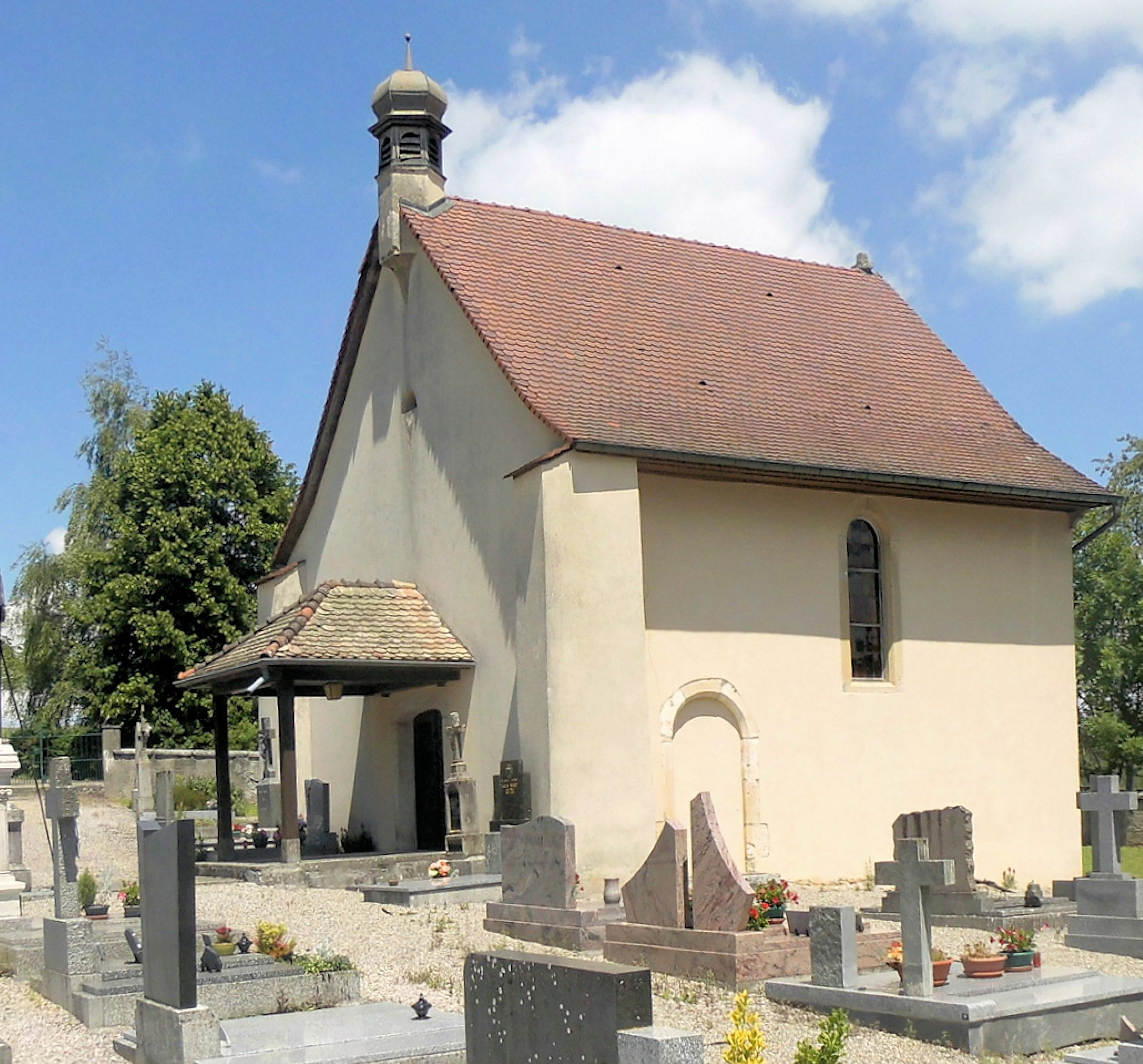
La chapelle du cimetière et l'ancienne église Saint-Jacques-le-Majeur et Saint-Christophe

De la chapelle du cimetière (ancienne église paroissiale de Saint-Jacques-le-Majeur et Saint-Christophe), il ne reste que le chœur et est attestée de 1302.
Elle a été détruite par le feu en 1632, reconstruite ou restaurée, consacrée par l'évêque de Bâle Jean Claude Roggenbach, le 23 mai 1684.
Elle avait un clocher sur la façade principale qui a sérieusement été endommagée par la foudre en 1805 et restaurée en 1808, le clocher et la nef ont été détruits.
La nouvelle église, au centre du village, est consacrée en 1865.
De nouvelles restaurations en 1925 et 1969 ont remonté le sol, l'arche de la porte d’entrée est gravée d'une inscription en latin commémorant la destruction par la foudre et la restauration de 1808.

### Personnalités liées à la commune
- Jean Hess (1862-1926), explorateur né à Courtavon.

### Héraldique
| Blason de Courtavon | Les armes de Courtavon se blasonnent ainsi : « D'argent à trois fleurs de lys à pied nourri de gueules. » |